# Perú en la Copa América 2011
La selección de fútbol del Perú fue uno de los doce equipos participantes de la Copa América 2011, torneo que se llevó a cabo entre el 1 y el 24 de julio de 2011 en Argentina. El seleccionado peruano disputó su vigésima novena Copa América y la decimocuarta consecutiva, habiéndola ganado en dos ocasiones. En el sorteo realizado el 11 de noviembre de 2010 en La Plata, la selección peruana quedó emparejada en el Grupo C —considerado como el grupo de la muerte— junto a Uruguay —contra quien debutó—, Chile y México.
El estreno de la blanquirroja en la competición se produjo el 4 de julio de 2011 empatando 1:1 ante Uruguay. Cuatro días más tarde obtuvo su primera victoria al derrotar por marcador de 1:0 a su similar de México. Perú cerró su participación en la primera fase con una derrota por 1:0 ante Chile en el denominado Clásico del Pacífico. El seleccionado peruano sumó cuatro puntos lo que le permitió ser el mejor tercero y avanzar a la siguiente fase.
En los cuartos de final enfrentó a la selección de Colombia a la que venció por 2:0 en tiempo extra. En la siguiente ronda enfrentaron por segunda ocasión al seleccionado de Uruguay, aunque esta vez los uruguayos salieron victoriosos con dos goles de Luis Suárez. En el encuentro por el tercer lugar el conjunto peruano enfrentó a Venezuela, el partido terminó con una victoria por 4:1, con tres goles de Paolo Guerrero y uno de Willian Chiroque.
Con este resultado Perú ocupó el tercer lugar, posición que no alcanzaba desde la Copa América 1983. El goleador del equipo, así como también del torneo fue Paolo Guerrero con cinco anotaciones, convirtiéndose en el tercer futbolista peruano en obtener dicha distinción.

## Antecedentes
La selección de fútbol del Perú disputó su vigésima novena Copa América y la decimocuarta en forma consecutiva. Obtuvo el título en dos ocasiones, en las ediciones de 1939 donde fue local y en la de 1975 que se jugó sin una sede fija. Además, se ubicó en la tercera posición en seis ocasiones (1927, 1935, 1949, 1955, 1979 y 1983). Asimismo, finalizó en el cuarto lugar cinco veces (1929, 1941, 1957, 1959 y 1997). El seleccionado peruano se ubica en la sexta posición en la tabla histórica de la competición.
En la anterior edición de la Copa América celebrada en Venezuela, Perú avanzó hasta los cuartos de final donde fueron eliminados por la selección de Argentina al ser derrotados por marcador de 4:0. Su resultado más inmediato en una competición internacional oficial de selecciones fue en la clasificación de Conmebol para la Copa Mundial de Fútbol de 2010, en la que ocupó el último lugar con trece puntos producto de tres victorias, cuatro empates y once derrotas.

## Preparación
Tras la finalización de las eliminatorias para la Copa Mundial de Fútbol de 2010 los dirigentes de la Federación Peruana de Fútbol iniciaron la búsqueda de un nuevo entrenador. Entre los candidatos se encontraban Gerardo Martino, José Pekerman, Jorge Fossati, Reinaldo Rueda y Sergio Markarián. Finalmente, el 23 de julio de 2010 la Federación anunció la contratación del uruguayo Sergio Markarián, quien entre 1993 y 1997 dirigió a los clubes peruanos Universitario de Deportes y Sporting Cristal. El debut de Markarián en el banquillo de la escuadra peruana se dio el 4 de septiembre de 2010, en un encuentro amistoso disputado en la ciudad de Toronto frente a la selección de Canadá, a la que venció por 2:0. Hasta antes de la Copa América, Perú disputó diez encuentros amistosos, de los cuales ganó cinco, perdió uno y empató cuatro.

### Amistosos previos
| 4 de septiembre de 2010 | Canadá | 0:2 (0:0) | Perú                          | BMO Field, Toronto          |                             |
|                         |        | Reporte   | Fernández 67' · Tragodara 72' | Árbitro(s): Edvin Jurisevic | Árbitro(s): Edvin Jurisevic |

| 7 de septiembre de 2010 | Jamaica      | 1:2 (1:1) | Perú                               | Lockhart, Fort Lauderdale |                          |
|                         | Cummings 20' | Reporte   | Phillips 4' (a.g.) · Fernández 84' | Árbitro(s): Terry Vaughn  | Árbitro(s): Terry Vaughn |

| 8 de octubre de 2010 | Perú                    | 2:0 (2:0) | Costa Rica | Alejandro Villanueva, Lima |                           |
|                      | Ramírez 4' · Rengifo 6' | Reporte   |            | Árbitro(s): Eduardo Ponce  | Árbitro(s): Eduardo Ponce |

| 12 de octubre de 2010 | Panamá     | 1:0 (0:0) | Perú | Rommel Fernández, Panamá   |                            |
|                       | Torres 77' | Reporte   |      | Árbitro(s): Ricardo Cerdas | Árbitro(s): Ricardo Cerdas |

| 17 de noviembre de 2010 | Colombia  | 1:1 (0:1) | Perú        | El Campín, Bogotá        |                          |
|                         | Núñez 74' | Reporte   | Ramírez 32' | Árbitro(s): Saúl Laverni | Árbitro(s): Saúl Laverni |

| 8 de febrero de 2011 | Perú          | 1:0 (1:0) | Panamá | 25 de Noviembre, Moquegua |                           |
|                      | Contreras 40' | Reporte   |        | Árbitro(s): Darío Ubríaco | Árbitro(s): Darío Ubríaco |

| 29 de marzo de 2011 | Perú | 0:0     | Ecuador | Kyocera Stadion, La Haya   |                            |
|                     |      | Reporte |         | Árbitro(s): Eric Braamhaar | Árbitro(s): Eric Braamhaar |

| 1 de junio de 2011 | Japón | 0:0     | Perú | Estadio del Gran Cisne, Niigata |                         |
|                    |       | Reporte |      | Árbitro(s): Howard Webb         | Árbitro(s): Howard Webb |
| • Copa Kirin       |       |         |      |                                 |                         |

| 4 de junio de 2011 | Perú | 0:0     | República Checa | Matsumoto, Matsumoto   |                        |
|                    |      | Reporte |                 | Árbitro(s): Ryūji Satō | Árbitro(s): Ryūji Satō |
| • Copa Kirin       |      |         |                 |                        |                        |

| 28 de junio de 2011 | Perú         | 1:0 (0:0) | Senegal | Alejandro Villanueva, Lima |                            |
|                     | Guerrero 89' | Reporte   |         | Árbitro(s): Leandro Vuaden | Árbitro(s): Leandro Vuaden |

## Jugadores
El 6 de junio de 2011, Sergio Markarián oficializó una lista preliminar que incluyó a treinta y tres futbolistas. En el transcurso de los días, las lesiones de Claudio Pizarro, Jefferson Farfán, Jesús Rabanal, Luis Ramírez y Carlos Zambrano, los marginaron de la competición. El 29 de junio se dio a conocer la lista final, y los otros cinco futbolistas que quedaron afuera de la nómina de veintitrés fueron: Erick Delgado, Orlando Contreras, Jean Tragodara, Christian Cueva e Irven Ávila.
| #     | Nombre            | Posición         | Edad             | PJ Sel           | Goles            | Club                      |
| ----- | ----------------- | ---------------- | ---------------- | ---------------- | ---------------- | ------------------------- |
| 1     | Raúl Fernández    | Portero          | 25               | 8                | 0                | Olympique de Niza         |
| 2     | Alberto Rodríguez | Defensa          | 27               | 32               | 0                | Sporting de Lisboa        |
| 3     | Santiago Acasiete | Defensa          | 33               | 33               | 2                | Almería                   |
| 4     | Walter Vílchez    | Defensa          | 29               | 56               | 1                | Sporting Cristal          |
| 5     | Adán Balbín       | Mediocampista    | 24               | 4                | 0                | Universidad de San Martín |
| 6     | Juan Vargas       | Mediocampista    | 27               | 31               | 3                | Fiorentina                |
| 7     | Josepmir Ballón   | Mediocampista    | 23               | 14               | 0                | River Plate               |
| 8     | Michael Guevara   | Mediocampista    | 27               | 4                | 0                | Sport Boys                |
| 9     | Paolo Guerrero    | Delantero        | 27               | 29               | 10               | Hamburgo                  |
| 10    | Rinaldo Cruzado   | Mediocampista    | 26               | 17               | 0                | Juan Aurich               |
| 11    | Carlos Lobatón    | Mediocampista    | 31               | 10               | 0                | Sporting Cristal          |
| 12    | Salomón Libman    | Portero          | 27               | 4                | 0                | Alianza Lima              |
| 13    | Renzo Revoredo    | Defensa          | 25               | 4                | 0                | Universitario de Deportes |
| 14    | Raúl Ruidíaz      | Delantero        | 20               | 3                | 0                | Universitario de Deportes |
| 15    | Aldo Corzo        | Defensa          | 22               | 4                | 0                | Universidad San Martín    |
| 16    | Luis Advíncula    | Delantero        | 21               | 10               | 0                | Sporting Cristal          |
| 17    | Giancarlo Carmona | Defensa          | 25               | 2                | 0                | San Lorenzo               |
| 18    | Willian Chiroque  | Delantero        | 31               | 8                | 0                | Juan Aurich               |
| 19    | Yoshimar Yotún    | Defensa          | 21               | 3                | 0                | Sporting Cristal          |
| 20    | André Carrillo    | Delantero        | 20               | 1                | 0                | Sporting de Lisboa        |
| 21    | Christian Ramos   | Defensa          | 22               | 10               | 0                | Alianza Lima              |
| 22    | Antonio Gonzales  | Mediocampista    | 25               | 4                | 0                | Universitario de Deportes |
| 23    | Leao Butrón       | Portero          | 34               | 36               | 0                | Universidad San Martín    |
| D. T. | Sergio Markarián  | Sergio Markarián | Sergio Markarián | Sergio Markarián | Sergio Markarián | Sergio Markarián          |

## Participación

### Grupo C
La selección de fútbol del Perú llegó a la Copa América 2011 siendo entre todos los participantes sudamericanos, el sexto equipo mejor ubicado en la clasificación mundial de la FIFA, superando a Colombia, Ecuador, Venezuela y Bolivia. El seleccionado peruano arribó a Mendoza el 30 de junio, cuatro días antes de su debut en la competición. En su primera presentación empató 1:1 con su similar de Uruguay, considerada por la prensa como uno de los equipos favoritos para obtener el título continental.
A pesar de que los primeros minutos del partido fueron dominados por el conjunto charrúa, al minuto 24 Michael Guevara recibió el balón tras un saque de banda y lanzó un pase de cuarenta metros que dejó solo a Paolo Guerrero frente al guardameta Fernando Muslera, al que eludió fácilmente para definir con tranquilidad. Poco antes de que finalizara la primera parte, un error en salida de Walter Vílchez terminó con el empate uruguayo por intermedio de Luis Suárez. La segunda mitad del partido fue de ida y vuelta, a pesar de los intentos de ambas selecciones por marcar el gol de la victoria el resultado no cambió.
En su segundo partido, Perú venció por la mínima diferencia a la selección de México, que se presentó en la Copa América con un seleccionado sub-22 por exigencia de la Concacaf, aunque con algunos refuerzos de la selección mayor. El encuentro se disputó en el Estadio Malvinas Argentinas y el único gol del partido lo anotó Paolo Guerrero al minuto 82 tras recibir nuevamente un pase de Michael Guevara. El marcador pudo haber sido mucho más amplia a favor de la blanquirroja de no haber sido por la poca fortuna de los jugadores peruanos en la definición. La selección del Perú clasificó a los cuartos de final con una fecha de antelación gracias a la victoria de Colombia sobre Bolivia por marcador de 2:0 en el grupo A. Con la clasificación asegurada, el técnico Markarián decidió darle descanso a los futbolistas titulares y cambiar casi toda la alineación para enfrentar a Chile en el último partido de la fase de grupos.
La sede del partido fue nuevamente el Estadio Malvinas Argentinas abarrotado mayormente por aficionados chilenos. El primer tiempo fue muy parejo, con jugadas de peligro para las dos selecciones que no pudieron aprovechar. En el minuto 62 fueron expulsados Giancarlo Carmona de Perú y Jean Beausejour de Chile, por una trifulca generada tras una falta de Christian Ramos sobre Alexis Sánchez. Cuando todo parecía indicar que el encuentro finalizaría con un empate sin goles, un tiro de esquina ejecutado por Marco Estrada en el penúltimo minuto del descuento cayó en el área chica, el portero Salomón Libman salió mal al despeje y André Carrillo envió el balón a su propio arco con la rodilla dándole la victoria a los chilenos.
| Equipo  | Pts | PJ | PG | PE | PP | GF | GC | Dif |
| ------- | --- | -- | -- | -- | -- | -- | -- | --- |
| Chile   | 7   | 3  | 2  | 1  | 0  | 4  | 2  | 2   |
| Uruguay | 5   | 3  | 1  | 2  | 0  | 3  | 2  | 1   |
| Perú    | 4   | 3  | 1  | 1  | 1  | 2  | 2  | 0   |
| México  | 0   | 3  | 0  | 0  | 3  | 1  | 4  | -3  |

| 4 de julio de 2011, 19:15 | Uruguay    | 1:1 (1:1) | Perú         | Estadio San Juan del Bicentenario, San Juan |                                      |
|                           | Suárez 45' | Reporte   | Guerrero 23' | Árbitro(s): Wilmar Roldán (Colombia)        | Árbitro(s): Wilmar Roldán (Colombia) |

| Amonestado | 24' | Paolo Guerrero    |
| Amonestado | 50' | Santiago Acasiete |
| Amonestado | 81' | Rinaldo Cruzado   |
| Amonestado | 83' | Juan Vargas       |

| 11 | MED | Carlos Lobatón   | 57'   | Michael Guevara | MED | 8  |
| 6  | MED | Juan Vargas      | 59'   | Yoshimar Yotún  | MED | 19 |
| 18 | MED | Willian Chiroque | 90+1' | Luis Advíncula  | MED | 16 |

| Tiros:             | 8  |
| Tiros al arco:     | 3  |
| Faltas:            | 20 |
| Saques de esquina: | 3  |
| Fueras de juego:   | 0  |

| 8 de julio de 2011, 21:45 | México | 0:1 (0:0) | Perú         | Estadio Malvinas Argentinas, Mendoza    |                                         |
|                           |        | Reporte   | Guerrero 82' | Árbitro(s): Sergio Pezzotta (Argentina) | Árbitro(s): Sergio Pezzotta (Argentina) |

| 19 | DEF | Yoshimar Yotún  | 46' | Luis Advíncula  | DEL | 16 |
| 8  | MED | Michael Guevara | 76' | Rinaldo Cruzado | MED | 10 |
| 7  | MED | Josepmir Ballón | 85' | Carlos Lobatón  | MED | 11 |

| Tiros:             | 17 |
| Tiros al arco:     | 4  |
| Faltas:            | 7  |
| Saques de esquina: | 11 |
| Fueras de juego:   | 2  |

| 12 de julio de 2011, 19:15 | Chile                 | 1:0 (0:0) | Perú | Estadio Malvinas Argentinas, Mendoza |                                      |
|                            | Carrillo 90+2' (a.g.) | Reporte   |      | Árbitro(s): Sálvio Fagundes (Brasil) | Árbitro(s): Sálvio Fagundes (Brasil) |

| Amonestado | 11' | Aldo Corzo        |
| Amonestado | 21' | Renzo Revoredo    |
| Amonestado | 60' | Christian Ramos   |
| Amonestado | 82' | Salomón Libman    |
| Expulsado  | 61' | Giancarlo Carmona |

| 4  | DEF | Walter Vílchez | 46' | Santiago Acasiete | DEF | 3  |
| 11 | MED | Carlos Lobatón | 69' | Michael Guevara   | MED | 8  |
| 20 | DEL | André Carrillo | 76' | Antonio Gonzales  | MED | 22 |

| Tiros:             | 9  |
| Tiros al arco:     | 2  |
| Faltas:            | 10 |
| Saques de esquina: | 7  |
| Fueras de juego:   | 0  |

### Cuartos de final
El rival del seleccionado peruano en los cuartos de final fue la selección de Colombia, que finalizó en la primera posición del grupo A con siete puntos gracias a dos victorias (1:0 ante Costa Rica y 2:0 ante Bolivia) y un empate (0:0 con Argentina). El equipo colombiano fue considerado por la prensa internacional como uno de los mejores equipos de la primera fase. En toda la historia de la Copa América Perú y Colombia se habían enfrentado en trece oportunidades, de las cuales la blanquirroja obtuvo la victoria en seis ocasiones contra dos triunfos de los cafeteros. El encuentro se disputó en el Estadio Mario Alberto Kempes de Córdoba. Perú se presentó sin muchos cambios y mantuvo casi la misma alineación de los primeros dos partidos. Los cambios más relevantes fueron la inclusión en el equipo titular de Christian Ramos y Willian Chiroque elegido como el mejor jugador del partido ante Chile.
Durante los primeros minutos del partido Perú fue muy desordenado, pero con el pasar del tiempo los futbolistas fueron adquiriendo más confianza. El primer tiempo fue muy trabado en la media cancha y no se originaron muchas jugadas de peligro. La selección peruana inició el segundo tiempo dominando el juego. Al minuto 65 el defensa Alberto Rodríguez cometió una falta en el área sobre Dayro Moreno y el árbitro Francisco Chacón decretó tiro penal. El encargado de ejecutar el penalti fue Radamel Falcao quien envió el balón por fuera. A pesar del error los colombianos no se desanimaron y siguieron atacando mientras Perú trataba de mantener el empate para forzar el alargue. Las mejores ocasiones de gol durante el tiempo extra las tuvo Colombia, sin embargo, al minuto 101 Carlos Lobatón aprovechó una mala salida del guardameta Luis Martínez y marcó el primer gol del partido. El seleccionado colombiano buscó el empate y en una jugada de contragolpe Paolo Guerrero habilitó a Juan Manuel Vargas para que decretara el 2:0 final.
| 16 de julio de 2011, 16:00 | Colombia | 0:2 (0:0,0:0) | Perú                       | Estadio Mario Alberto Kempes, Córdoba |                                       |
|                            |          | Reporte       | Lobatón 101' · Vargas 111' | Árbitro(s): Francisco Chacón (México) | Árbitro(s): Francisco Chacón (México) |

| Amonestado | 1'  | Luis Advíncula    |
| Amonestado | 65' | Alberto Rodríguez |

| 11 | MED | Carlos Lobatón  | 46'  | Luis Advíncula   | MED | 16 |
| 19 | MED | Yoshimar Yotún  | 95'  | Willian Chiroque | MED | 18 |
| 7  | MED | Josepmir Ballón | 117' | Rinaldo Cruzado  | MED | 10 |

| Tiros:             | 11 |
| Tiros al arco:     | 7  |
| Faltas:            | 16 |
| Saques de esquina: | 9  |
| Fueras de juego:   | 0  |

### Semifinales
En las semifinales Perú enfrentó a la selección de Uruguay que en la fase anterior eliminó al equipo local Argentina en tanda de penaltis por 5:4. En los enfrentamientos entre ambas selecciones, los uruguayos partían con ventaja de once victorias sobre seis triunfos de los peruanos. La sede elegida para disputar el partido fue el Estadio Ciudad de La Plata. El encuentro estuvo a punto de ser suspendido debido al mal estado de la cancha, sin embargo, por no contar con un estadio que cumpliera con los requisitos mínimos los organizadores decidieron que de todas maneras se lleve a cabo el partido. Durante la etapa inicial Uruguay presentó una sólida defensa y llegó constantemente al área peruana.
La posesión del balón fue muy pareja y a pesar de que ambos seleccionados crearon jugadas de gol ninguno pudo concretarlas. Los goles llegaron en la segunda parte. El primero de ellos al minuto 53 tras un fuerte remate desde fuera del área de Diego Forlán, el portero Raúl Fernández dio rebote y fue aprovechado por Luis Suárez. La segunda anotación también fue obra de Suárez que recibió un pase de Álvaro Pereira. El delantero uruguayo evadió fácilmente al arquero y marcó el gol con el arco vacío. Sergio Markarián hizo ingresar a Carlos Lobatón y Willian Chiroque para tratar de descontar, pero no fue posible. Esta fue la primera victoria de Uruguay sobre Perú en la Copa América en veintiocho años.
| 19 de julio de 2011, 21:45 | Perú | 0:2 (0:0) | Uruguay         | Estadio Ciudad de La Plata, La Plata |                                   |
|                            |      | Reporte   | Suárez 52', 57' | Árbitro(s): Raúl Orozco (Bolivia)    | Árbitro(s): Raúl Orozco (Bolivia) |

| Amonestado | 1'  | Yoshimar Yotún |
| Amonestado | 59' | Adán Balbín    |
| Amonestado | 74' | Carlos Lobatón |
| Expulsado  | 68' | Juan Vargas    |

| 18 | MED | Willian Chiroque | 53' | Yoshimar Yotún | MED | 19 |
| 11 | MED | Carlos Lobatón   | 60' | Luis Advíncula | MED | 16 |
| 7  | MED | Josepmir Ballón  | 90' | Adán Balbín    | MED | 5  |

| Tiros:             | 7  |
| Tiros al arco:     | 3  |
| Faltas:            | 11 |
| Saques de esquina: | 4  |
| Fueras de juego:   | 2  |

### Tercer lugar
El último partido de Perú en la competición fue la definición por el tercer lugar ante su similar de Venezuela, que había realizado su mejor participación en el torneo al haber avanzado por primera vez en su historia hasta las semifinales. El historial de encuentros entre ambas selecciones favorecía a Perú con tres victorias sobre un triunfo de los venezolanos y un empate. Los dos equipos fueron considerados como las revelaciones del torneo. Durante la primera parte el partido fue de ida y vuelta, aunque los venezolanos tuvieron mayor claridad para generar jugadas de peligro. Aun así el seleccionado peruano abrió el marcador por intermedio de Willian Chiroque al minuto 41 gracias a una jugada de contraataque iniciada por Paolo Guerrero.
A los 13 minutos de haberse iniciado el segundo tiempo, Venezuela sufrió la expulsión del centrocampista Tomás Rincón. Situación que fue aprovechada por Perú para aumentar su ventaja cinco minutos después con un fuerte remate de Paolo Guerrero. A pesar de tener el resultado en su contra, Venezuela no perdió el control y Juan Arango consiguió descontar en el minuto 77. Unos minutos más tarde Gabriel Cichero pudo haber empatado el encuentro, pero su disparo salió desviado. A falta de un minuto para la finalización del tiempo reglamentario Guerrero marcó el tercer tanto para Perú tras realizar un remate cruzado al palo derecho de Renny Vega. Cuando se disputaba el segundo minuto de descuento Guerrero marcó el cuarto gol con un disparo al palo izquierdo del arquero.
| 23 de julio de 2011, 16:00 | Perú                                  | 4:1 (1:0) | Venezuela  | Estadio Ciudad de La Plata, La Plata |                                      |
|                            | Chiroque 41' · Guerrero 63' 89' 90+2' | Reporte   | Arango 77' | Árbitro(s): Wilmar Roldán (Colombia) | Árbitro(s): Wilmar Roldán (Colombia) |

| Amonestado | 37' | Rinaldo Cruzado |
| Amonestado | 66' | Adán Balbín     |

| 8  | MED | Michael Guevara | 60' | Carlos Lobatón  | MED | 11 |
| 16 | DEL | Luis Advíncula  | 78' | Rinaldo Cruzado | MED | 10 |

| Tiros:             | 9  |
| Tiros al arco:     | 3  |
| Faltas:            | 16 |
| Saques de esquina: | 4  |
| Fueras de juego:   | 3  |

## Estadísticas

### Posición final
Leyenda:

Pts: puntos acumulados.

PJ: partidos jugados.

PG: partidos ganados.

PE: partidos empatados.

PP: partidos perdidos.

GF: goles a favor.

GC: goles en contra.

Dif: diferencia de goles.

Rend: rendimiento.
| Equipo | Equipo     | Pts | PJ | PG | PE | PP | GF | GC | Dif | Rend (%) |
| ------ | ---------- | --- | -- | -- | -- | -- | -- | -- | --- | -------- |
| 1      | Uruguay    | 12  | 6  | 3  | 3  | 0  | 9  | 3  | 6   | 66,7     |
| 2      | Paraguay   | 5   | 6  | 0  | 5  | 1  | 5  | 8  | -3  | 27,8     |
| 3      | Perú       | 10  | 6  | 3  | 1  | 2  | 8  | 5  | 3   | 55,6     |
| 4      | Venezuela  | 9   | 6  | 2  | 3  | 1  | 7  | 8  | -1  | 50,0     |
| 5      | Chile      | 7   | 4  | 2  | 1  | 1  | 5  | 4  | 1   | 58,3     |
| 6      | Colombia   | 7   | 4  | 2  | 1  | 1  | 3  | 2  | 1   | 58,3     |
| 7      | Argentina  | 6   | 4  | 1  | 3  | 0  | 5  | 2  | 3   | 50,0     |
| 8      | Brasil     | 6   | 4  | 1  | 3  | 0  | 6  | 4  | 2   | 50,0     |
| 9      | Costa Rica | 3   | 3  | 1  | 0  | 2  | 2  | 4  | -2  | 33,3     |
| 10     | Ecuador    | 1   | 3  | 0  | 1  | 2  | 2  | 5  | -3  | 11,1     |
| 11     | Bolivia    | 1   | 3  | 0  | 1  | 2  | 1  | 5  | -4  | 11,1     |
| 12     | México     | 0   | 3  | 0  | 0  | 3  | 1  | 4  | -3  | 0,0      |

### Participación de jugadores
En esta Copa América, la selección peruana utilizó 22 jugadores de los 23 disponibles. Leao Butrón, tercer arquero, fue el único jugador que no tuvo minutos de juego. Por otro lado, Carlos Lobatón fue el único futbolista que alternó en los seis partidos, mientras que Alberto Rodríguez y Paolo Guerrero fueron los que más minutos jugaron.
Leyenda:

• PJ: partidos jugados.

• Min: minutos jugados.

• : goles.

• Asist: asistencias para gol.

• Dis: disparos.

• At: atajadas.

• Faltas: cometidas / recibidas.

• : tarjetas amarillas.

• : tarjetas rojas.

Fuente:

• Perú – Uruguay (1–1)

• Perú – México (1–0) Archivado el 7 de noviembre de 2017 en Wayback Machine.

• Perú – Chile (0–1) Archivado el 10 de marzo de 2016 en Wayback Machine.

• Perú – Colombia (2–0) (enlace roto disponible en Internet Archive; véase el historial, la primera versión y la última).

• Perú – Uruguay (0–2) Archivado el 7 de noviembre de 2017 en Wayback Machine.

• Perú – Venezuela (4–1) (enlace roto disponible en Internet Archive; véase el historial, la primera versión y la última).
| #  | Nombre            | Posición       | PJ | Min. |    | Asist. | Dis. | Faltas  | Amonestado |   |
| -- | ----------------- | -------------- | -- | ---- | -- | ------ | ---- | ------- | ---------- | - |
| 2  | Alberto Rodríguez | Defensa        | 5  | 491  | 0  | 0      | 0    | 5 / 1   | 1          | 0 |
| 3  | Santiago Acasiete | Defensa        | 4  | 323  | 0  | 0      | 0    | 4 / 5   | 1          | 0 |
| 4  | Walter Vílchez    | Defensa        | 5  | 447  | 0  | 0      | 2    | 5 / 4   | 0          | 0 |
| 5  | Adán Balbín       | Centrocampista | 5  | 488  | 0  | 1      | 2    | 6 / 1   | 2          | 0 |
| 6  | Juan Vargas       | Centrocampista | 4  | 328  | 1  | 0      | 10   | 7 / 3   | 1          | 1 |
| 7  | Josepmir Ballón   | Centrocampista | 4  | 109  | 0  | 0      | 1    | 1 / 1   | 0          | 0 |
| 8  | Michael Guevara   | Centrocampista | 4  | 176  | 0  | 2      | 1    | 0 / 5   | 0          | 0 |
| 9  | Paolo Guerrero    | Delantero      | 5  | 491  | 5  | 2      | 19   | 15 / 22 | 1          | 0 |
| 10 | Rinaldo Cruzado   | Centrocampista | 5  | 456  | 0  | 0      | 3    | 7 / 7   | 2          | 0 |
| 11 | Carlos Lobatón    | Centrocampista | 6  | 313  | 1  | 0      | 6    | 8 / 4   | 1          | 0 |
| 13 | Renzo Revoredo    | Defensa        | 4  | 399  | 0  | 0      | 3    | 4 / 1   | 1          | 0 |
| 14 | Raúl Ruidíaz      | Delantero      | 1  | 94   | 0  | 0      | 2    | 0 / 2   | 0          | 0 |
| 15 | Aldo Corzo        | Defensa        | 2  | 187  | 0  | 0      | 1    | 4 / 2   | 1          | 0 |
| 16 | Luis Advíncula    | Delantero      | 5  | 256  | 0  | 1      | 2    | 3 / 8   | 1          | 0 |
| 17 | Giancarlo Carmona | Defensa        | 3  | 247  | 0  | 0      | 2    | 3 / 3   | 0          | 1 |
| 18 | Willian Chiroque  | Delantero      | 5  | 323  | 1  | 1      | 6    | 0 / 7   | 0          | 0 |
| 19 | Yoshimar Yotún    | Centrocampista | 5  | 278  | 0  | 0      | 2    | 4 / 5   | 1          | 0 |
| 20 | André Carrillo    | Delantero      | 1  | 18   | 0  | 0      | 0    | 0 / 0   | 0          | 0 |
| 21 | Christian Ramos   | Defensa        | 3  | 307  | 0  | 0      | 0    | 5 / 1   | 1          | 0 |
| 22 | Antonio Gonzales  | Centrocampista | 1  | 76   | 0  | 0      | 0    | 0 / 1   | 0          | 0 |
| #  | Nombre            | Posición       | PJ | Min  |    | Asist. | At.  | Faltas  | Amonestado |   |
| 1  | Raúl Fernández    | Guardameta     | 5  | 491  | -4 | 0      | 19   | 0 / 0   | 0          | 0 |
| 12 | Salomón Libman    | Guardameta     | 1  | 94   | -1 | 0      | 0    | 0 / 1   | 1          | 0 |
| 23 | Leao Butrón       | Guardameta     | 0  | 0    | 0  | 0      | 0    | 0 / 0   | 0          | 0 |

### Goleadores
Leyenda:

: goles.

PJ: partidos jugados.

| Jugador          |   | PJ |
| ---------------- | - | -- |
| Paolo Guerrero   | 5 | 5  |
| Juan Vargas      | 1 | 4  |
| Willian Chiroque | 1 | 5  |
| Carlos Lobatón   | 1 | 6  |

## Uniforme
El uniforme que utilizó la selección peruana durante la Copa América 2011 fue presentado oficialmente el 3 de diciembre de 2010 durante un acto especial que contó con la participación del técnico Sergio Markarián, los futbolistas Salomón Libman, Carlos Lobatón, Leao Butrón y representantes de la firma Umbro, encargada de confeccionar la indumentaria. Los materiales con los que está elaborada la camiseta son algodón y poliéster, el primero regula la temperatura corporal, en tanto que el segundo permite una total absorción del sudor. Entre las principales características de la camiseta, resaltan la ubicación de la Escarapela del Perú en la parte inferior derecha. Los ribetes de las mangas presentan los colores de la bandera nacional; mientras que el interior del cuello es de color dorado.
Además de la tradicional camiseta blanca con la franja diagonal roja, Perú utilizó durante el primer partido ante la selección de Uruguay su tercera indumentaria que consiste en una camiseta roja con los bordes de las mangas blancas, pantalón rojo con bordes blancos y medias rojas con dos líneas blancas. Este tercer uniforme fue inspirado en la indumentaria utilizada por el seleccionado peruano el 2 de junio de 1970 durante la Copa Mundial de Fútbol cuando vencieron por 3:2 a Bulgaria luego de ir perdiendo por 2:0. Dos días antes el plantel peruano había recibido la trágica noticia del fallecimiento de alrededor de cien mil personas por causa del terremoto y aluvión de Áncash de 1970.